# 帕尔马斯贝拉斯
帕尔马斯贝拉斯是巴拿马科隆省查格雷斯区的一个城市，2010年是人口为1,844。 该市2000年时人口为1,628，1990年时人口为1,690。